# Torneo di Wimbledon 2014 - Doppio maschile per invito senior
Pat Cash e Mark Woodforde erano i  detentori del titolo, ma Cash ha deciso di non partecipare. Woodforde ha giocato in coppia con Rick Leach ma sono stati sconfitti da Guy Forget e Cédric Pioline per 6-4, 6-3.

## Tabellone

### Legenda
| - Q = Qualificato - WC = Wild card - LL = Lucky loser | - ALT = Alternate - SE = Special Exempt - PR = Protected Ranking | - w/o = Walkover - r = Ritirato - d = Squalificato |

### Finale
|  | Finale                    |                           |                           |   |   |  |
|  |                           |                           |                           |   |   |  |
|  | Rick Leach Mark Woodforde | Rick Leach Mark Woodforde | Rick Leach Mark Woodforde | 4 | 3 |  |
|  | Guy Forget Cédric Pioline | Guy Forget Cédric Pioline | Guy Forget Cédric Pioline | 6 | 6 |  |

### Gruppo A
|    |                               | M Bahrami H Leconte | P Fleming P McEnroe | R Leach M Woodforde | P McNamara P McNamee | RR V-P | Set V-P | Game V-P | Posizione |
| A1 | Mansour Bahrami Henri Leconte |                     | 7–6(4), 6-3         | 3-6, 6(7)–7         | 7-5, 6-4             | 2-1    | 4-2     | 35-31    | 2         |
| A2 | Peter Fleming Patrick McEnroe | 6(4)–7, 3-6         |                     | 2-6, 4-6            | 6-1, 6-4             | 1-2    | 2-4     | 27-30    | 3         |
| A3 | Rick Leach Mark Woodforde     | 6-3, 7–6(7)         | 6-2, 6-4            |                     | 6-2, 7-5             | 2-0    | 6-0     | 38-22    | 1         |
| A4 | Peter McNamara Paul McNamee   | 5-7, 4-6            | 1-6, 4-6            | 2-6, 5-7            |                      | 0-3    | 0-6     | 21-38    | 4         |

La classifica viene stilata in base ai seguenti criteri: 1) Numero di vittorie; 2) Numero di partite giocate; 3) Scontri diretti (in caso di due giocatori pari merito ); 4) Percentuale di set vinti o di games vinti (in caso di tre giocatori pari merito ); 5) Decisione della commissione.

### Gruppo B
|    |                               | J Bates A Järryd    | S Casal J Nyström | A Castle M Pernfors | G Forget C Pioline  | RR V-P | Set V-P | Game V-P | Posizione |
| B1 | Jeremy Bates Anders Järryd    |                     | 6-2, 6-4          | 3-6, 4-6            | 1-6, 7-6(1), [6-10] | 1-2    | 3-4     | 27-31    | 3         |
| B2 | Sergio Casal Joakim Nyström   | 2-6, 4-6            |                   | 2-5, ret.           | 3-6, 2-6            | 0-3    | 0-5     | 13-29    | 4         |
| B3 | Andrew Castle Mikael Pernfors | 6-3, 6-4            | 5-2, ret.         |                     | 3-6, 4-6            | 2-1    | 3-2     | 24-21    | 2         |
| B4 | Guy Forget Cédric Pioline     | 6-1, 6(1)-7, [10-6] | 6-3, 6-2          | 6-3, 6-4            |                     | 3-0    | 6-1     | 37-20    | 1         |

La classifica viene stilata in base ai seguenti criteri: 1) Numero di vittorie; 2) Numero di partite giocate; 3) Scontri diretti (in caso di due giocatori pari merito ); 4) Percentuale di set vinti o di games vinti (in caso di tre giocatori pari merito ); 5) Decisione della commissione.